# Hoplitis taenioceras
Hoplitis taenioceras är en biart som först beskrevs av Raymond Benoist 1927.  Hoplitis taenioceras ingår i släktet gnagbin, och familjen buksamlarbin. Inga underarter finns listade i Catalogue of Life.